# Haydon Wick
Haydon Wick – jednostka administracyjna (civil parish) w Anglii, w dystrykcie (unitary authority) Swindon. W 2011 roku Haydon Wick liczyło 20 960 mieszkańców.
Haydon Wick obejmuje północną i północno-zachodnią część miasta Swindon. W granicach jednostki znajdują się dzielnice Greenmeadow, Haydon Wick Village, Haydonleigh, Abbey Meads, Haydon End, Taw Hill oraz Oakhurst.